# 萨韦尔讷桥
萨韦尔讷桥（法语：Pont de Saverne）是法国大东部大区下莱茵省斯特拉斯堡的一座混凝土桥梁，跨越运河（canal du Faux-Rempart）。

## 位置
这座桥建在萨韦尔讷郊区街（rue du Faubourg de Saverne）的轴线上，圣若翰滨河路（quai Saint-Jean）与克莱伯滨河路（quai Kléber）的交界处。穿过运河后，这座桥西侧为德赛滨河路（Quai Desaix），东侧为巴黎滨河路（quai de Paris）。它的延伸段，是葡萄酒老集市小街（Petite rue du Vieux Marché aux Vins）和葡萄酒老集市广场（Place du Vieux Marché aux Vins）。

## 历史
第一座木桥建于12世纪，名为主教郊区门桥（德语：Bischofsburgethorbrücke，法语：Pont de la porte du Faubourg de l'Evêque）。这是一座简单的木桥。1835年，由木桥改建为石桥。该桥于1970年加固。2009年，该桥因开通有轨电车而拆除重建。 